# Vallon-Pont-d'Arc
Pour les articles homonymes, voir Vallon (homonymie), Pont (homonymie), D'Arc et Arc.
Vallon-Pont-d'Arc est une commune française, située dans le département de l'Ardèche en région Auvergne-Rhône-Alpes.
Ses habitants sont appelés les Vallonais.
Vallon-Pont-d'Arc est un haut lieu de la préhistoire et du tourisme culturel. Ce petit village, paisible en hiver, voit sa population multipliée par 10 en été. Son importance touristique vient surtout de ce qu'il est le point de départ de la descente des gorges de l'Ardèche (du pont d'Arc à Saint-Martin-d'Ardèche). La commune abrite également la Grotte Chauvet, classée au patrimoine mondial, ainsi que sa réplique, la Grotte Chauvet 2.

## Géographie

### Situation et description
Vallon-Pont-d'Arc se situe aux portes de l'un des plus beaux sites touristiques de France : les gorges de l'Ardèche. Le célèbre pont d'Arc, arche naturelle de plus de 60 mètres de hauteur creusée par la rivière Ardèche et classé « Grand Site de France », lui a donné son nom.
Vallon-Pont-d'Arc est accessible par les Cars Rhône-Alpes depuis les gares de Valence-TGV et de Montélimar ; ainsi que par les autocars départementaux de l'Ardèche depuis Avignon et Aubenas.

### Communes limitrophes
Vallon-Pont-d'Arc est entourée de six communes, toutes situées dans le département de l'Ardèche et appartenant à la communauté de communes des Gorges de l'Ardèche, à savoir :
- Lagorce, Ruoms, Salavas, Sampzon et Labastide-de-Virac, communes du canton de Vallon-Pont-d'Arc ;
- Saint-Remèze, commune du canton de Bourg-Saint-Andéol.

Elles sont réparties géographiquement de la manière suivante :
| Ruoms   | Lagorce            |              |
| Sampzon | Vallon-Pont-d'Arc  | Saint-Remèze |
| Salavas | Labastide-de-Virac |              |

### Climat
Pour des articles plus généraux, voir Climat d'Auvergne-Rhône-Alpes et Climat de l'Ardèche.
En 2010, le climat de la commune est de type climat méditerranéen franc, selon une étude du CNRS s'appuyant sur une série de données couvrant la période 1971-2000. En 2020, Météo-France publie une typologie des climats de la France métropolitaine dans laquelle la commune est dans une zone de transition entre le climat de montagne et le climat méditerranéen et est dans la région climatique  Provence, Languedoc-Roussillon, caractérisée par une pluviométrie faible en été, un très bon ensoleillement (2 600 h/an), un été chaud (21,5 °C), un air très sec en été, sec en toutes saisons, des vents forts (fréquence de 40 à 50 % de vents > 5 m/s) et peu de brouillards. 
Pour la période 1971-2000, la température annuelle moyenne est de 13,4 °C, avec une amplitude thermique annuelle de 18 °C. Le cumul annuel moyen de précipitations est de 966 mm, avec 6,4 jours de précipitations en janvier et 3,9 jours en juillet. Pour la période 1991-2020, la température moyenne annuelle observée sur la station météorologique installée sur la commune est de 13,8 °C et le cumul annuel moyen de précipitations est de 1 004,7 mm,. Pour l'avenir, les paramètres climatiques de la commune estimés pour 2050 selon différents scénarios d'émission de gaz à effet de serre sont consultables sur un site dédié publié par Météo-France en novembre 2022.
| Mois                                  | jan.             | fév.           | mars            | avril         | mai             | juin           | jui.           | août           | sep.          | oct.          | nov.            | déc.           | année      |
| ------------------------------------- | ---------------- | -------------- | --------------- | ------------- | --------------- | -------------- | -------------- | -------------- | ------------- | ------------- | --------------- | -------------- | ---------- |
| Température minimale moyenne (°C)     | 1                | 1              | 3,7             | 6,3           | 10              | 13,6           | 15,7           | 15,4           | 12,2          | 9,3           | 5               | 1,8            | 7,9        |
| Température moyenne (°C)              | 4,9              | 6,1            | 10              | 13            | 16,8            | 20,9           | 23,5           | 23,2           | 18,7          | 14,1          | 8,9             | 5,5            | 13,8       |
| Température maximale moyenne (°C)     | 8,9              | 11,1           | 16,3            | 19,6          | 23,7            | 28,2           | 31,4           | 31             | 25,2          | 18,9          | 12,7            | 9,2            | 19,7       |
| Record de froid (°C) date du record   | −10,5 04.01.1993 | −10,2 25.02.05 | −12,5 02.03.05  | −3,6 08.04.21 | −0,8 06.05.1991 | 5,9 21.06.1992 | 7,1 11.07.1993 | 7,6 30.08.1998 | 2,1 27.09.10  | −2,9 26.10.03 | −8,6 23.11.1998 | −10,3 30.12.05 | −12,5 2005 |
| Record de chaleur (°C) date du record | 19,7 28.01.02    | 22,2 28.02.19  | 29,1 18.03.1997 | 31,2 29.04.05 | 35 30.05.01     | 40,8 28.06.19  | 41,4 22.07.22  | 43 22.08.23    | 36,6 03.09.05 | 30 02.10.11   | 21,9 15.11.15   | 18,7 30.12.21  | 43 2023    |
| Précipitations (mm)                   | 77,7             | 51,8           | 56,6            | 78,1          | 85,6            | 55,5           | 49             | 62,3           | 137,5         | 134,7         | 140,8           | 75,1           | 1 004,7    |

### Hydrographie
Le territoire communal est traversé par l'Ibie, rivière qui prend sa source dans la commune voisine de Saint-Jean-le-Centenier et parcourt 32,9 km avant de rejoindre l'Ardèche au sud.
Le sud du territoire communal est donc longé par l'Ardèche, affluent droit du Rhône de 125,1 km de longueur, qui a donné son nom au département où est implanté la commune.

## Urbanisme

### Typologie
Au 1er janvier 2024, Vallon-Pont-d'Arc est catégorisée bourg rural, selon la nouvelle grille communale de densité à 7 niveaux définie par l'Insee en 2022.
Elle appartient à l'unité urbaine de Vallon-Pont-d'Arc, une agglomération intra-départementale dont elle est ville-centre,. La commune est en outre hors attraction des villes,.

### Occupation des sols
L'occupation des sols de la commune, telle qu'elle ressort de la base de données européenne d’occupation biophysique des sols Corine Land Cover (CLC), est marquée par l'importance des forêts et milieux semi-naturels (63,7 % en 2018), une proportion sensiblement équivalente à celle de 1990 (63,9 %). La répartition détaillée en 2018 est la suivante : 
forêts (44 %), milieux à végétation arbustive et/ou herbacée (19,8 %), zones agricoles hétérogènes (16,4 %), cultures permanentes (11,8 %), zones urbanisées (6,6 %) et eaux continentales (1,5 %).
L'évolution de l’occupation des sols de la commune et de ses infrastructures peut être observée sur les différentes représentations cartographiques du territoire : la carte de Cassini (XVIIIe siècle), la carte d'état-major (1820-1866) et les cartes ou photos aériennes de l'IGN pour la période actuelle (1950 à aujourd'hui).

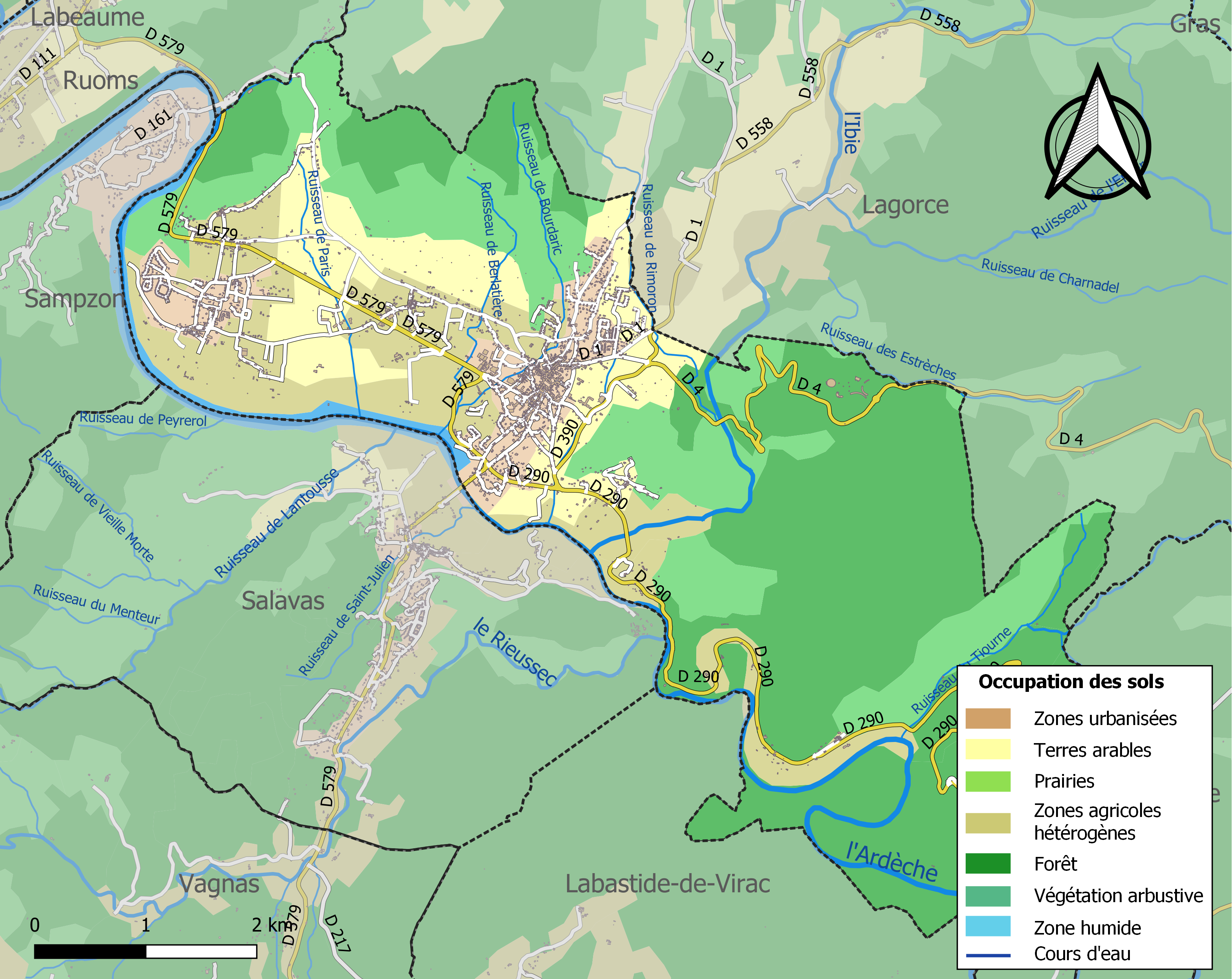
Carte des infrastructures et de l'occupation des sols de la commune en 2018 (CLC).

### Risques naturels

#### Risques sismiques
L'ensemble du territoire de la commune de Vallon-Pont-d'Arc est situé en zone de sismicité no 3 (sur une échelle de 1 à 5), comme la plupart des communes situées à proximité de la vallée du Rhône, mais non loin de la zone no 2 qui correspond au plateau ardéchois.
| Type de zone | Niveau            | Définitions (bâtiment à risque normal) |
| ------------ | ----------------- | -------------------------------------- |
| Zone 3       | Sismicité modérée | accélération = 1,1 m/s2                |

## Histoire

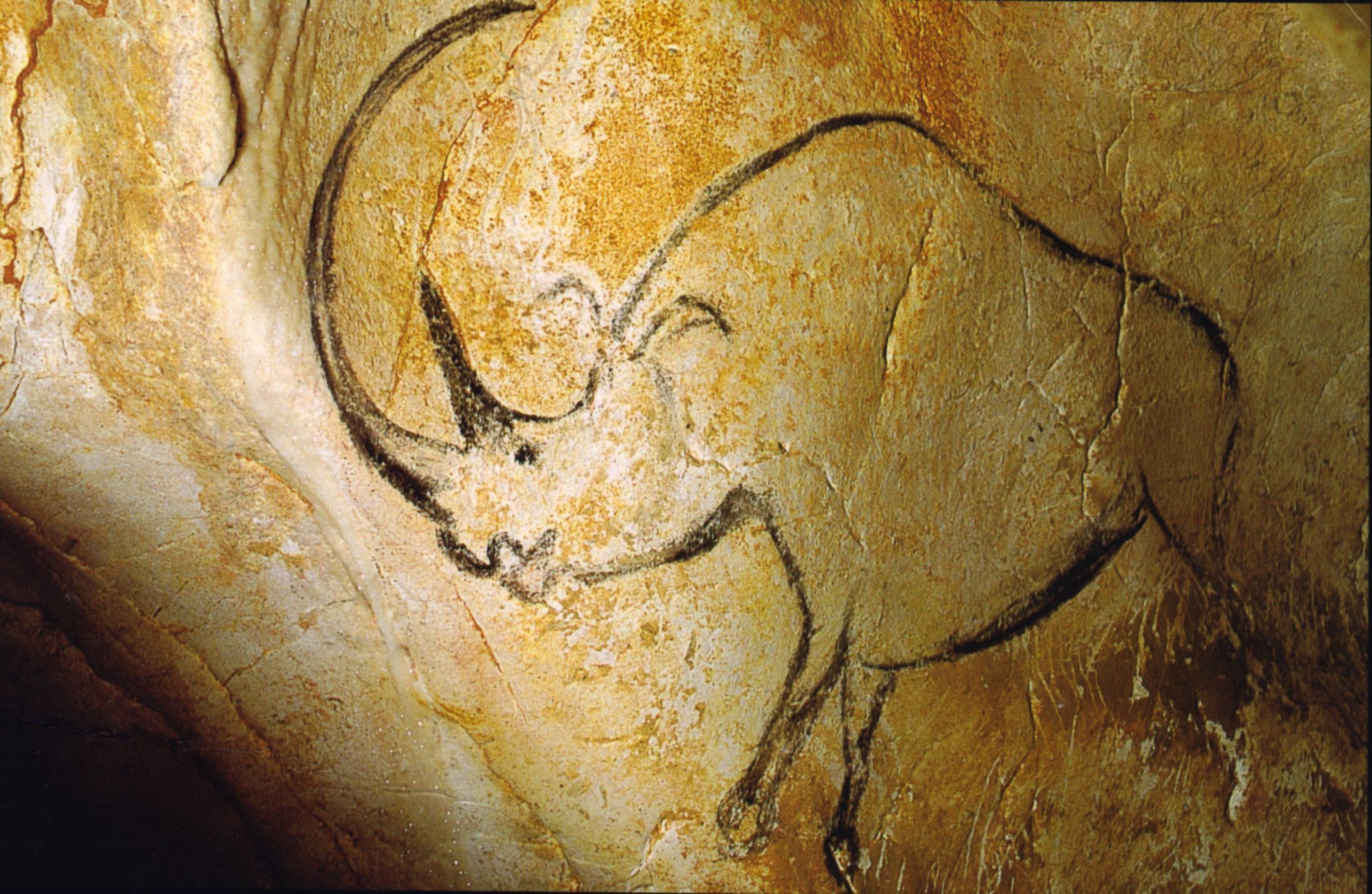
Rhinocéros à grande corne.

### Préhistoire
De nombreuses grottes témoignent de l'occupation importantes, depuis plus de 30 000 ans, des sites de la commune, :
- Grottes inscrites sur l'inventaire supplémentaire des monuments historiques :
  - Grotte de la Vacheresse (préhistoire)[20] ;
  - Grotte de Louoï (préhistoire)[21] ;
  - Grotte de Mézelet (préhistoire)[22] ;
  - Grotte du Colombier (préhistoire)[23] (Azilien[24]) ;
  - Grotte du Déroc (préhistoire)[25].

- Grottes classées au titre des monuments historiques :
  - Grotte d'Ebbou dite de Chamas (Paléolithique supérieur ; Néolithique ; Âge du fer ; Âge du Bronze moyen ; Chalcolithique)[26] ;
  - La grotte Chauvet est une grotte ornée paléolithique[27] située sur la commune de Vallon-Pont-d'Arc. Elle se trouve au lieu-dit de la Combe d'Arc (le cirque d'Estre), qui constitue l'ancien méandre de la rivière Ardèche, avant l'érosion du pont d'Arc. La grotte a été découverte le 18 décembre 1994 par Jean-Marie Chauvet, Éliette Brunel et Christian Hillaire. Avec Lascaux (1940), Cosquer (1991) et Cussac (2000), la grotte Chauvet est l'une des grottes françaises majeures par les qualités esthétiques de ses œuvres. Elle présente également un très grand intérêt scientifique, tant d'un point de vue paléontologique que de celui de l'art pariétal. Les peintures de l'époque aurignacienne témoignent de la maîtrise de techniques très diversifiées (préparation des parois, gravures, tracés digités, mains positives, peintures, estompes et recherche de la perspective). Les thèmes abordés sont essentiellement animaliers, comme c'est généralement le cas dans l'art paléolithique[28]. Le site comporte un millier de peintures et de gravures, dont 447 représentations d'animaux (peintures, gravures) montrant 14 espèces différentes[29]. De nombreuses datations directes par la méthode du carbone 14 ont donné des résultats cohérents proches de 31 000 ans BP. La communauté scientifique admet quasi unanimement que les œuvres de la grotte Chauvet datent de l'Aurignacien et comptent parmi les plus anciennes au monde. La diversité et la maîtrise des techniques dont elles témoignent ont profondément remis en cause l'idée d'un art préhistorique évoluant très lentement et de manière linéaire et ascendante.

### Période contemporaine
- 1801 : Saint-Martin-d'Arc rattaché à Chames ;
- 1825 : Chames rattaché à Vallon ;

Le régime de Vichy applique sa politique rapidement, y compris dans le domaine du symbolique et des noms de rue allant à l’encontre de ses valeurs. Une campagne est menée par l’hebdomadaire Gringoire : utilisant diffamation et l’intoxication, donnant aussi une grande publicité aux dégradations de plaques et aux lettres de lecteurs signalant les plaques indésirables, ce qui provoque des actions isolées comme celle où, en décembre 1940, les plaques de la rue Roger Salengro sont souillées. Ces incidents, dont celui de Vallon, permettent au secrétaire d’État à l’Intérieur Marcel Peyrouton de prendre une circulaire le 22 octobre 1940 poussant à la chasse aux noms de rues contraires à l’idéologie vichyste : « il est inconvenant […] que cette manière d’hommage public continue à être rendu à la mémoire de ceux qui par leurs erreurs ou leurs fautes ont contribué à précipiter notre patrie dans la ruine ». C’est le seul cas où l’État français a mené une épuration odonymique.
Le 25 septembre 1948 : Vallon devient Vallon-Pont-d'Arc.

## Toponymie
Le nom de Vallon est la francisation de l’occitan Valon, issu d'un mot gaulois, avallo, qui signifiait la pomme. Ce mot accompagné du suffixe -one, désignait une pommeraie.
Vers 1243, certains actes mentionnent le nom de Castrum de Avalone. Au XVe siècle, Vallon est San Saornin de Avalone ; puis le nom s'est simplifié en Avalone (ou Avallone dans une Table de décimes ecclésiastiques de 1516).
Au fil des siècles, la référence à la pomme n'étant plus comprise, le nom de Avalone a évolué en Valon en occitan, puis Vallon.
En 1948, pour des raisons touristiques, Vallon prit le nom de Vallon Pont d'Arc.

## Politique et administration

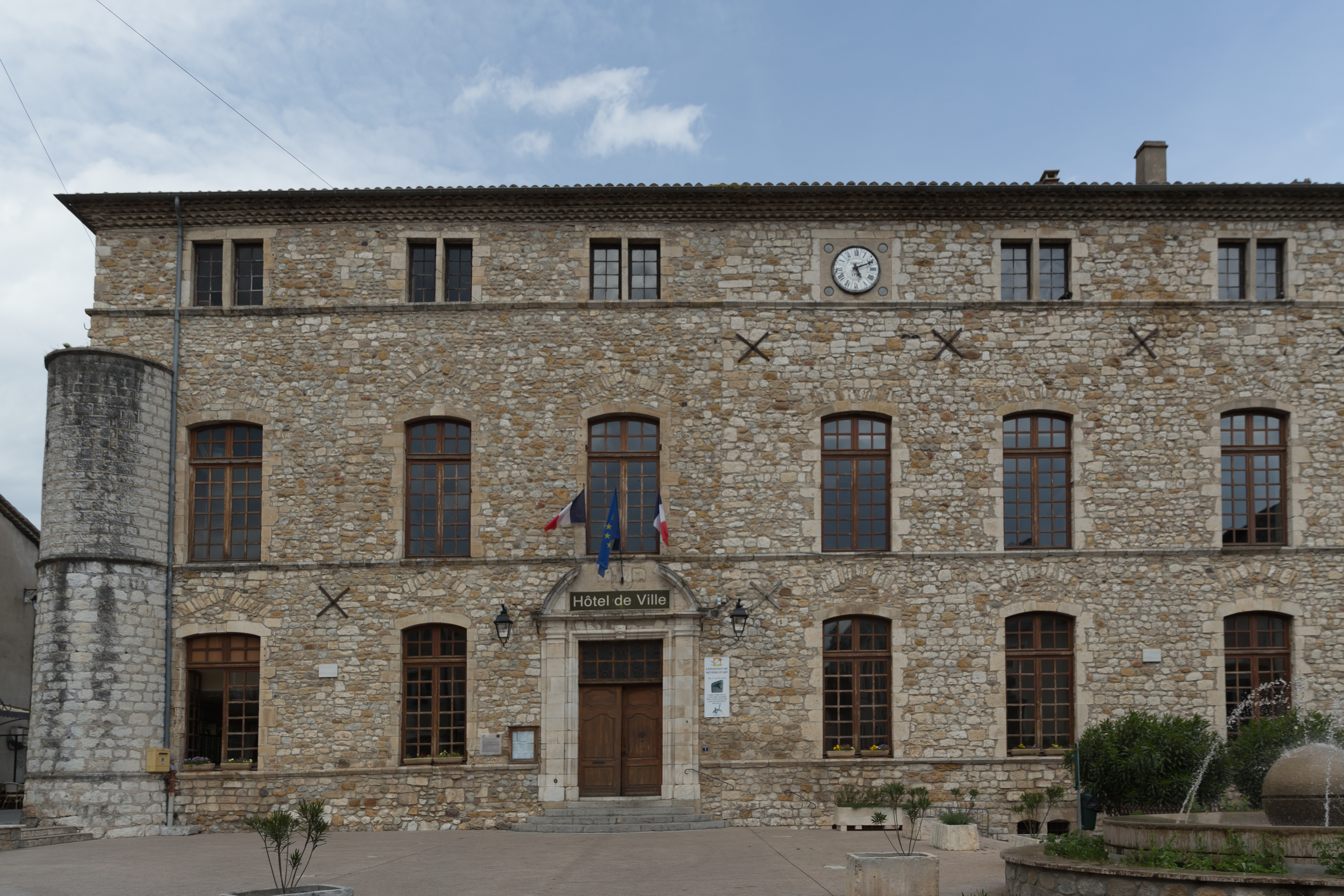
L'hôtel de ville.

### Liste des maires
Huit maires se sont succédé depuis 1945 :
| Période                                  | Période                    | Identité           | Étiquette    | Qualité                                      |
| ---------------------------------------- | -------------------------- | ------------------ | ------------ | -------------------------------------------- |
| Les données manquantes sont à compléter. |                            |                    |              |                                              |
| mai 1945                                 | mars 1977                  | Henri Ageron       | SFIO puis PS | Directeur de distillerie, conseiller général |
| mars 1977                                | mars 1983                  | Marc Peschier      | PCF          | Notaire, conseiller général                  |
| mars 1983                                | mars 1989                  | Francis Rochette   | PCF          | Secrétaire de mairie                         |
| mars 1989                                | 19 octobre 1995            | Jean-Pierre Ageron | PS           | Directeur de distillerie                     |
| 19 octobre 1995                          | 30 mars 1996               | Henri Savarin      | PCF          | Retraité                                     |
| 30 mars 1996                             | mars 2001                  | Jean-Pierre Ageron | PS           | Directeur de distillerie                     |
| mars 2001                                | mars 2008                  | Pierre Peschier    | DVD          | Gérant de société                            |
| mars 2008                                | mars 2014                  | Claude Benahmed    | PS           | Gérant de société                            |
| mars 2014                                | mai 2020                   | Pierre Peschier    | DVD          | Gérant de société                            |
| mai 2020                                 | En cours (au 29 juin 2023) | Guy Massot         | DVG          | Directeur technique                          |

### Budget et fiscalité
Les comptes 2005 à 2013 de la commune,
En [Quand ?], les taux de la fiscalité propres à la commune étaient de :
- Taux d’imposition Taxe d’habitation : 15,14 % ;
- Taxe foncière sur propriétés bâties : 13,38 % ;
- Taxe foncière sur propriétés non bâties : 81,90 % ;
- Taxe additionnelle à la taxe foncière sur les propriétés non bâties : 0,00 % ;
- Cotisation foncière des entreprises : 0,00 % ;
- Montant total des dettes dues par la commune : 4 789 000 €, soit 1 981 € par habitant.

## Population et société

### Démographie

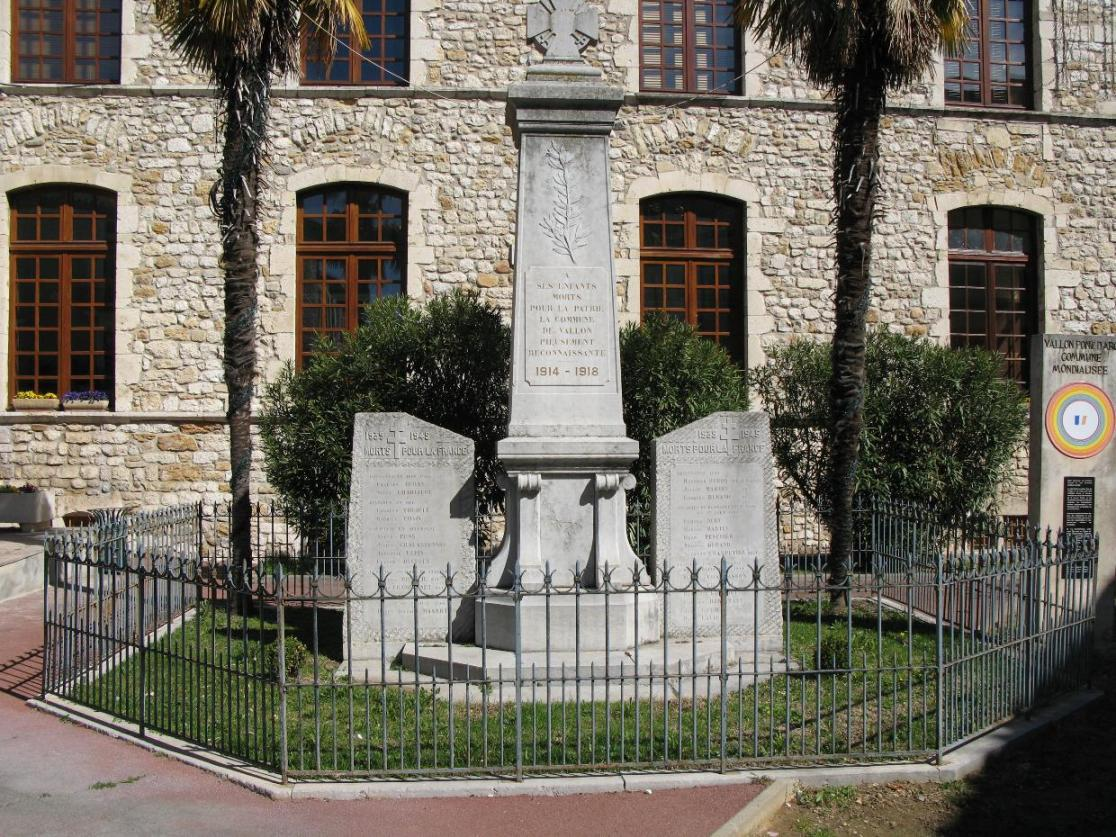
Le monument aux morts.

L'évolution du nombre d'habitants est connue à travers les recensements de la population effectués dans la commune depuis 1793. Pour les communes de moins de 10 000 habitants, une enquête de recensement portant sur toute la population est réalisée tous les cinq ans, les populations de référence des années intermédiaires étant quant à elles estimées par interpolation ou extrapolation. Pour la commune, le premier recensement exhaustif entrant dans le cadre du nouveau dispositif a été réalisé en 2004.

En 2022, la commune comptait 2 469 habitants, en évolution de +4,66 % par rapport à 2016 (Ardèche : +2,48 %, France hors Mayotte : +2,11 %).
| 1793  | 1800  | 1806  | 1821  | 1831  | 1836  | 1841  | 1846  | 1851  |
| ----- | ----- | ----- | ----- | ----- | ----- | ----- | ----- | ----- |
| 1 738 | 1 569 | 1 752 | 1 904 | 2 430 | 2 627 | 2 637 | 2 677 | 2 756 |

| 1856  | 1861  | 1866  | 1872  | 1876  | 1881  | 1886  | 1891  | 1896  |
| ----- | ----- | ----- | ----- | ----- | ----- | ----- | ----- | ----- |
| 2 750 | 2 640 | 2 586 | 2 489 | 2 414 | 2 398 | 2 425 | 2 547 | 2 575 |

| 1901  | 1906  | 1911  | 1921  | 1926  | 1931  | 1936  | 1946  | 1954  |
| ----- | ----- | ----- | ----- | ----- | ----- | ----- | ----- | ----- |
| 2 313 | 2 150 | 2 111 | 1 859 | 1 870 | 1 918 | 1 875 | 1 679 | 1 666 |

| 1962  | 1968  | 1975  | 1982  | 1990  | 1999  | 2004  | 2006  | 2009  |
| ----- | ----- | ----- | ----- | ----- | ----- | ----- | ----- | ----- |
| 1 706 | 1 831 | 1 837 | 1 787 | 1 914 | 2 027 | 2 359 | 2 470 | 2 337 |

| 2014  | 2019  | 2022  | - | - | - | - | - | - |
| ----- | ----- | ----- | - | - | - | - | - | - |
| 2 314 | 2 412 | 2 469 | - | - | - | - | - | - |

### Enseignement
La commune est rattachée à l'académie de Grenoble.

### Médias
La commune est située dans la zone de distribution de deux organes de la presse écrite :
- L'Hebdo de l'Ardèche

Il s'agit d'un journal hebdomadaire français basé à Valence et couvrant l'actualité de tout le département de l'Ardèche.
- Le Dauphiné libéré

Il s'agit d'un journal quotidien de la presse écrite française régionale distribué dans la plupart des départements de l'ancienne région Rhône-Alpes, notamment l'Ardèche. La commune est située dans la zone d'édition de Privas.

### Cultes
L'église de Vallon-Pont-d'Arc (propriété de la commune) et la communauté catholique sont rattachées à la paroisse Saint Martin du Sampzon, elle-même rattachée au diocèse de Viviers.

## Économie

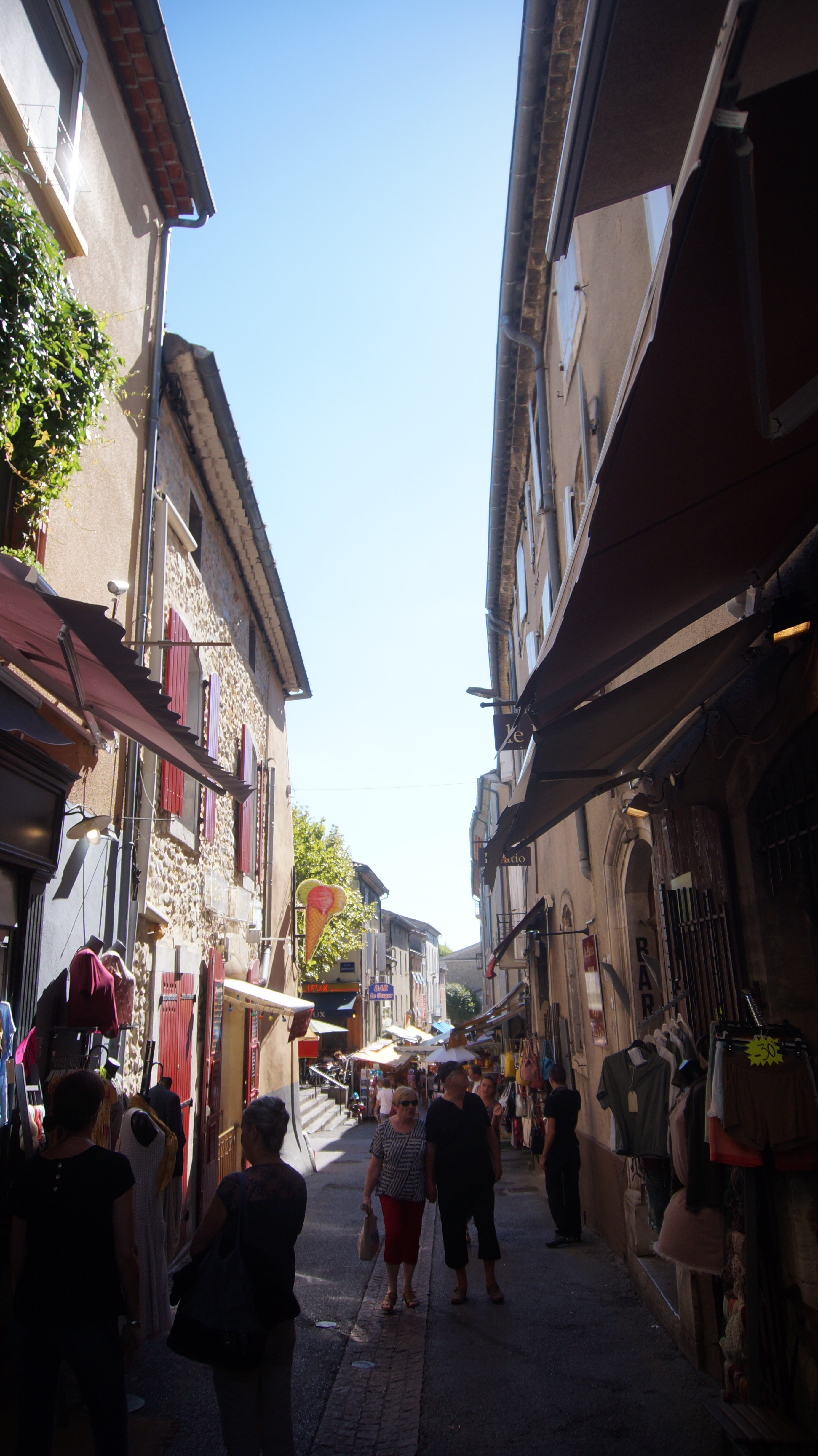
Rue commerçante.

L'économie locale est essentiellement liée au tourisme estival.

## Culture et patrimoine

### Lieux et monuments

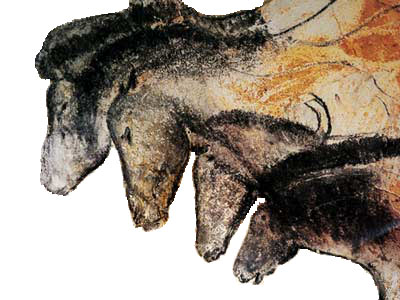
Chevaux de la grotte Chauvet.

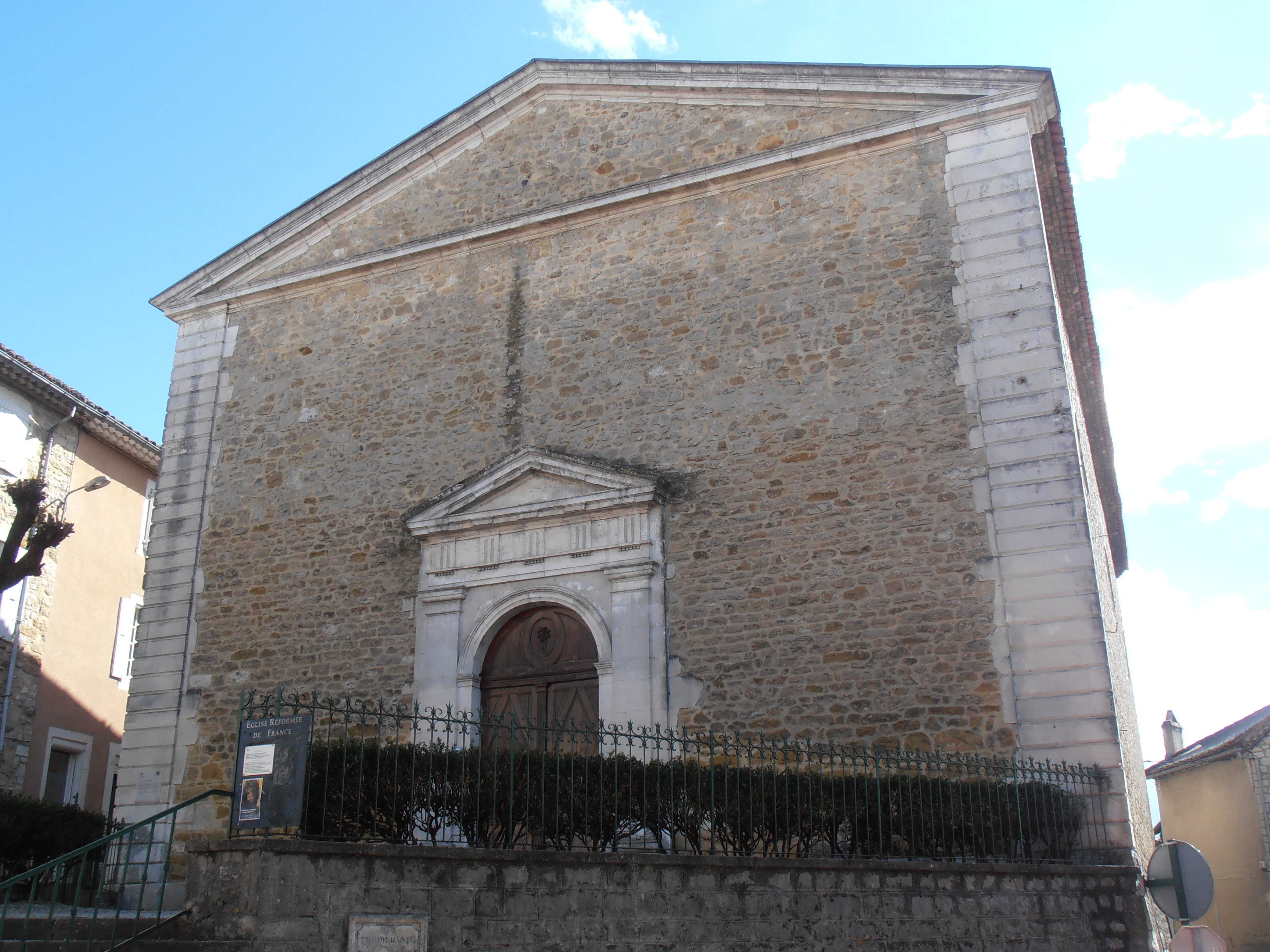
Temple protestant

- L'Hôtel de Ville (un château construit de 1630 à 1639 sous Louis XIII) abrite sept tapisseries d'Aubusson figurant les croisades, exposées dans la salle d'honneur. Le château, acquis par la famille Merle de Lagorce en 1748, fut acheté en 1847 par la commune de Vallon pour 42 000 Francs.
- La place couverte, place de la Halle-aux-Grains ; c'est la plus ancienne place de Vallon.
- Chapelle Saint-Martin de Chames.
- L'église Saint-Saturnin[44]. Selon la tradition, un seigneur de retour de la première croisade fit construire une chapelle dédiée à saint Saturnin sur une éminence qui dominait la plaine de Vallon couverte de chênes. À la fin de la guerre de Cent Ans, les habitants du vieux Vallons vinrent s'installer autour de cette chapelle. Cette chapelle fut remplacée par une église de style roman qui fut en partie détruite par les protestants dès le début des guerres de Religion. La pratique de la religion catholique fut alors interrompue pendant 61 ans, de 1560 à 1621, jusqu'à l'intervention des troupes catholiques de Henri II de Montmorency. Jusqu'au début du XIXe siècle, l'église était entourée de son cimetière. Au milieu du XIXe siècle, la population catholique étant importante, le conseil municipal fit construire, de 1862 à 1866, l'église actuelle, en partie sur les fondations de l'ancienne.
- Le temple protestant[45],[46] et son orgue inauguré les 11 et 12 juillet 1998. Un premier temple exista entre 1601 et 1629 dans une autre partie de la ville. Le temple actuel fut terminé en 1823. Il était alors au milieu des vergers et des vignes. Les immeubles cossus qui l'entourent datent du milieu du XIXe siècle.
- Raveyron - Le mas Gonthier. Ce hameau est mentionné aux XIVe et XVe siècles dans des reconnaissances paysannes et aux Estimes de 1464, était très nettement séparé de Vallon jusqu'au XIXe siècle.
- La place Armand-Puaux, anciennement place du Verger. En 1773, la commune acheta cet espace pour créer, hors les murs de la ville, un champ de foire.
- La grotte Chauvet. Découverte en 1994 la grotte ornée paléolithique de par le nombre de ses oeuvres pariétales et ses qualités esthétiques n'est pas visitable[47]. Un site d'exposition, la Grotte Chauvet 2 - Ardèche, copie conforme de la grotte, est ouvert au public depuis 2015 qui peut ainsi découvrir les plus anciennes peintures paléolithiques (32 000 av. J.-C.) et les modes de vie des Homo sapiens durant la période de l’Aurignacien (de 43 000 à 29 000 ans AP).
- Les gorges de l'Ardèche.
- Le Pont d'Arc.
- La Réserve naturelle nationale des gorges de l'Ardèche.

### Événements
Le village est très vivant, surtout l'été, avec en son centre de nombreux commerces ainsi que ses marchés du jeudi matin et mardi en nocturne, qui connaissent un succès.
Pour le week-end de Pâques se déroule le Raid Nature du Pont d'Arc, environ 1 000 concurrents s'élancent par équipes de deux pour un raid multisport (course à pied, canoë et VTT).
Chaque été, nombre d'événements y sont organisés :
- la fête de l'olivier ;
- le festival jeune public « Môme Z'émerveille » début juillet ;
- la fête de la lavande ;
- les journées de la préhistoire avec expositions, ateliers, conférences et projections qui se déroulent sur une semaine après le 15 août ;
- Aluna Festival en juin dans la commune voisine de Ruoms : les campings de Vallon sont utilisés lors de l'occasion.

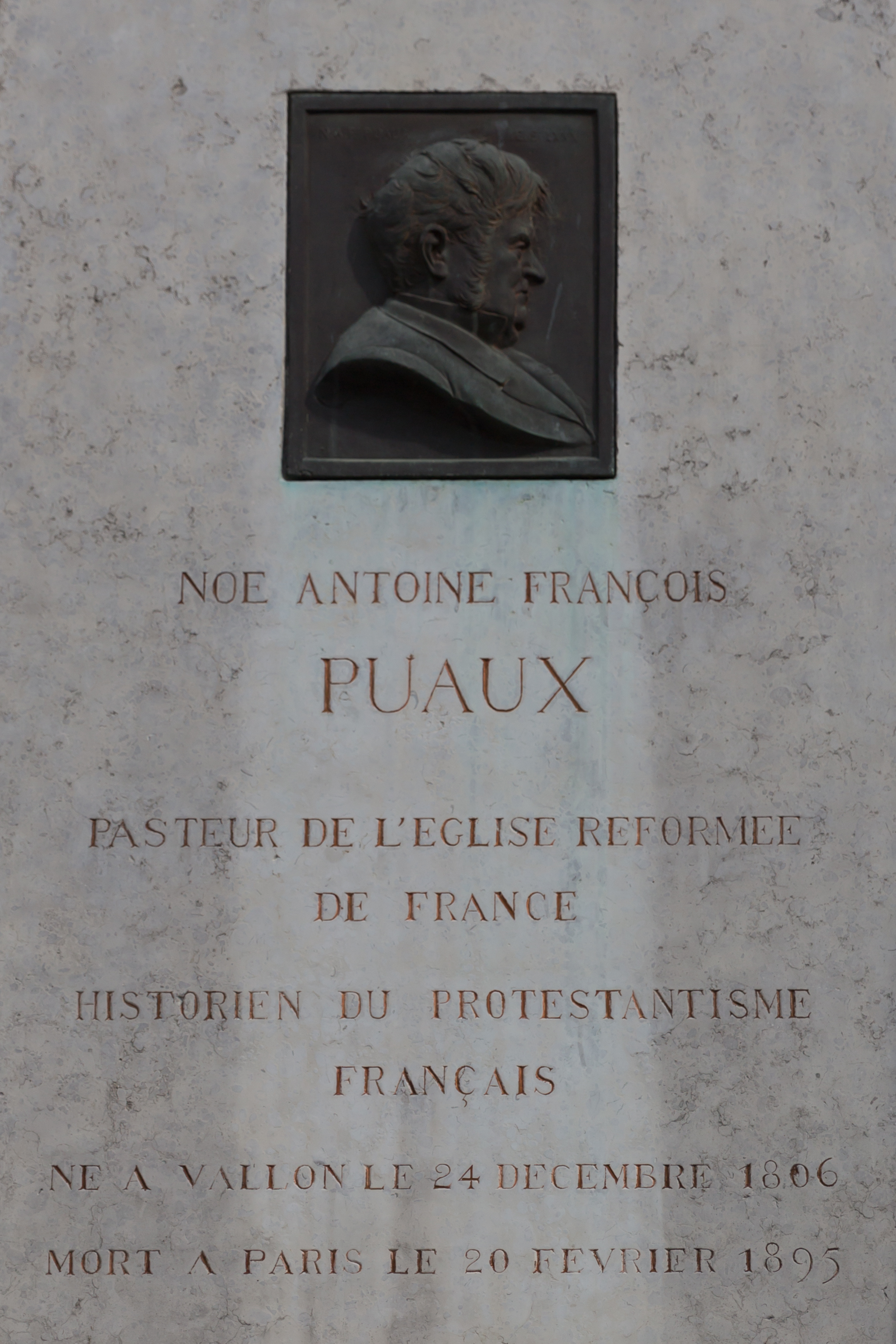
Puaux Noé, Antoine, François, historien du protestantisme français.

### Personnalités liées à la commune
- Isidore Valladier, né le 20 septembre 1799 à Vallon (Ardèche) et mort le 1er janvier 1871 dans la même ville, homme politique, député de l'Ardèche de 1848 à 1849.
- L'historien du protestantisme français, Noé Antoine François Puaux, pasteur de l'église réformée, né à Vallon le 24 décembre 1806, mort à Paris le 20 février 1895[49],[50].
- L'homme de science et pionnier de la préhistoire, Jules Ollier de Marichard, né et mort à Vallon-Pont-d'Arc (1824-1901).
- Le peintre René Aberlenc, né à Alès en 1920 et décédé à Vallon-Pont-d'Arc en 1971.
- Le peintre d'origine espagnole Evaristo.
- La dirigeante et entrepreneure Delphine André, née en 1966 à Vallon-Pont-d'Arc.
- Le kayakiste Benoît Peschier champion olympique en kayak en 2004 à Athènes.

### Héraldique
| Blason de Vallon-Pont-d'Arc | Les armes de Vallon-Pont-d'Arc se blasonnent ainsi : De gueules à trois rocs d'échiquier d'or. |